# 死都日本
『死都日本』（）とは2002年に刊行された石黒耀による小説である。石黒のデビュー作である。『カグツチ』として漫画化された。

## 概要
『死都日本』は2002年に第26回メフィスト賞、2005年に第15回宮沢賢治賞（奨励賞）を受けている。また石黒自身も、本作をはじめとする地学小説の執筆が評価され、2005年、日本地質学会より表彰された。
霧島山の地下にある加久藤火山（加久藤カルデラ）が巨大噴火を起こす様子を描いている。九州南部やその南の海底には阿蘇カルデラ、姶良カルデラ、鬼界カルデラといった巨大なカルデラを生んだ火山がいくつも存在する。それらは数万年に1回の頻度で、噴出物の体積が100立方キロメートルを超えるような巨大噴火を起こしてきた。最後に起きたのは7300年前の鬼界カルデラの噴火であり、これによる火砕流は海を越えて九州島に達し南九州の縄文人に大打撃を与えた。
本作はそのような巨大噴火が現代の日本で起きたらどうなるのかというシミュレーションを行った小説である。作者が作中で考案した「破局噴火」という言葉は、現実に小山真人・早川由紀夫らの研究者が用いている。

## あらすじ
20XX年1月、国会解散総選挙の開票速報に日本中が見入っていたとき、宮崎県日南市沖でマグニチュード7.2の地震が発生する。
さらにその翌日からは霧島火山一帯で群発地震が発生し、次第に激しさを増していく。
群発地震の多くは火山性地震ではなく正断層地震であったが、地盤は陥没するどころか却って軽微に隆起していた。
隆起の範囲は霧島火山より遥かに広い範囲に及び、その範囲は加久藤火山の輪郭と符合した。
4月23日、日向大学で防災工学の講義を行う黒木伸夫の前に国土交通省の静間惣一郎が現れる。
3日後、静間から黒木に霧島火山噴火災害対策委員会への参加を要請する手紙が届く。
5月3日、黒木は霧島火山噴火災害対策委員会とそれを陰で統括するK作戦室に参加する。
以後、作戦の重みと機密性から黒木は精神状態に変調をきたし、妻の真理と友人の新聞記者岩切年昭はそれを心配する。
5月9日夜、内閣総理大臣菅原和則は、K作戦室の同僚である黒木の著書を読む。
日本の踊狂現象と地学的な大事件との関連性についての解説に唸り、政権交代を成し遂げた半年前の選挙戦の熱気と踊狂現象を重ね合わせ、大地変の発生を覚悟する。
5月21日、大規模噴火の危険性が高まっているとして火山噴火予知連絡会が記者会見を開き、ハザードマップを呈示して周辺自治体に避難を勧告する。
しかし該当する自治体はそのあまりに広すぎる危険域に困惑し、静観を決め込む。
6月18日、黒木は岩切とともに、今日限りで撤収する東帝大霧島火山研究所に向かう。
えびの高原の研究所には午後2時過ぎに到着し、岩切が所長にインタビューを行うが、その間にも火山性地震が激しくなっていく。
二人は午後3時過ぎに山を下り始めた。
午後4時過ぎ、霧島火山研究所の撤収が完了する間際、大浪池で水蒸気爆発が発生する。
大浪池湖底の亀裂から落下した大量の湖水が水蒸気爆発を繰り返し、韓国岳の西半分と大浪池山体の北斜面を粉々に吹き飛ばす。
続いて水蒸気爆発の衝撃によりマグマ内部の発泡が加速し、潜在溶岩ドームの発泡爆発が起こる。
700℃を超えるブラストが北西方向に拡がり、発生から2分でえびの市と湧水町吉松地区の両市街に到達し、両市街を地上から消し飛ばす。
更に2分後、岩屑流と火砕流により両市街は岩と火砕物で覆われる。
午後4時28分、浅層マグマ溜り上層から下層まで爆発が移動し、最終的には霧島火山の中央部が地下深くから吹き飛び、巨大な噴煙柱が立ち昇る。
このプリニー式噴火により霧島火山中央から北西部にかけて直径3kmのカルデラが形成される。
見る間に噴煙柱は崩壊し、全方位への火砕流が発生する。
火砕流が駆け下る斜面の数カ所から赤い光が放たれ、無数の噴煙柱が放射状に噴き出す。
次の瞬間、霧島火山は東南端を除いて地下10kmから爆裂する。
K作戦室では前駆的噴火から破局的噴火までの期間を6か月プラスマイナス3か月と推測していたが、全てが瞬間的に進行する。
午後4時38分、火砕流が都城市を通過し、厚さ140mの火砕物で市街地を覆う。
午後4時45分、宮崎自動車道田野インター付近。
噴火開始以来、黒木と岩切は宮崎自動車道を東に逃走していた。
岩切は宮崎市のテレビ局と電話を繋げ、宮崎県民に避難を呼びかける。
午後4時52分、菅原首相は緊急閣議を開催する。
非常災害対策本部の設置を決議し、本部長には菅原が就任する。
菅原は即座に災害非常事態を宣言し、緊急災害対策本部に昇格させる。
3分後に首相会見を開き、南九州の住民に避難を呼びかける。
午後5時0分、海上を進み桜島に衝突二分された火砕流が鹿児島市街を襲う。
直後に火砕流は薩摩半島を南下した火砕流と衝突し、鹿児島市は広大な火砕流台地の地下に埋められる。
午後5時1分、黒木と岩切の車は県道日南高岡線の大戸野越で火砕サージ先端の熱風に襲われ、車が横転する。
二人は数分後に目覚める。
午後5時13分、東へ進んだ火砕流は宮崎市を蹂躙し、最高80m厚の火砕流を残してさらに海上を30km東進する。
午後5時16分、黒木と岩切は、火山灰と煙が充満する熱風のなか車を立て直す。
黒木は、不意に火砕流に埋まった宮崎市の大学病院と真理の姿が脳裏に浮かび、涙する。
午後5時42分、黒木と岩切は鰐塚山頂の前線基地へ向かうため大戸野越から田野方面へ戻ろうとするが、30分後、田野方面が500℃近いガスを噴出する火砕流堆積原となっていることが判明し断念する。
黒木は、真理が今日は大学病院ではなく日南はまゆう病院に勤務していることを知る。
二人は再び大戸野越を南下し、日南市を目指す。
午後7時43分、黒木と岩切の車は順調に南下したが、田代集落の跡地から先が火砕流堆積原となっていたため、ルートを変更し山越えにより猪八重渓谷に向かう。
午後8時30分、すべてのテレビ局、ラジオ局は臨時ニュースを流し、この4時間での推定死亡者数が200万人以上にのぼると報道する。
各マスコミは現地報道しようと足掻くが、灰雲が大阪・東京方向へ伸びるにつれ、灰雲に覆われた地域からの報道が次々と途絶えていく。
午後9時6分、気象庁地震予知情報課に、静岡県御前崎測候所のGPSデータが隆起に転じたこと、和歌山県潮岬測候所のGPSデータが沈降を停止し西に移動し始めたとの報告が入る。
午後10時19分、黒木と岩切の車が猪八重に到着すると、そこで二人は人家と生存者を発見する。
二人は井戸水と食べ物を恵まれる。
二人は猪八重への救助隊の派遣要請を約束し、再び出発する。
いつしか火山灰の性状が変わり、大気中には古事記に登場する『狭蠅（さばえ）』が満ちる。
6月19日午前0時11分、黒木と岩切の車は山を下り北郷盆地に入るが、またしても高温の火砕流堆積原に行く手を阻まれる。
引き返した車は東側斜面を這い上がり、そこから水平方向に南に向かい、JR日南線谷之城トンネルを目指す。
午前2時、九州南部で黒い雨が降り出す。
午前2時23分、雨は次第に激しくなる。
水を吸った火山灰の重量により家屋倒壊が相次ぐ。
さらに九州西岸ではラハールと水蒸気爆発が多発し、火砕流から免れた街をも破壊する。
ラハールと水蒸気爆発は雨雲の移動に伴い東方へ移動していった。
午前5時29分、黒木と岩切の車は無事JR谷之城トンネルを抜け、海岸沿いの富土集落へ到着する。
人と車が動き回っている。富土は火砕流からは免れたもののサージの一部に襲われ、家屋は倒壊していた。
日南方面へは国道が火砕流の直撃を受け進めず、また日南はまゆう病院が火砕流に襲われたことを警官から聞く。
カーラジオからの緊急放送で、鵜戸漁港への避難命令を知る。避難民救出のため輸送艦が出動していた。
午前5時30分、NHKでは破局的噴火についての解説番組が放送される。
キャスターは盛んに「破局的噴火」を「破局噴火」と言い間違う。
その後多くのニュースキャスターも同様に「破局噴火」と言い続けたため、「破局噴火」が単なる用語の間違いにとどまらず、独自のアイデンティティを持ち始める。
以後「破局噴火」は、”破局的噴火のうちでも近代国家が破滅する規模の爆発的巨大噴火”と解釈されるようになる。
午前5時38分、黒木と岩切の車が鵜戸に到着する頃、近くの校庭に輸送艦からの艦載ヘリが到着する。
人々が狂喜する中、鵜戸にも黒い雨が降り始める。
黒木はラハールの危険性から自分一人で日南に行くことを決め、岩切にはここで脱出するよう促す。
しかし岩切は最後まで付き合うと言う。
車は再び日南へ向かう。
午前6時過ぎ、豪雨の中、黒木と岩切の車が二人の医師を乗せて日南はまゆう病院に到着する。
病院がサージに襲われ、病院内のほとんどの者が即死したが、真理が麻酔科医として立会っていた手術室は厚い防壁に守られほとんど無傷だった。
手術室内で生き残った者のうち二人の医師が鵜戸へ救援を求めて行く途中、黒木達の車に出会ったのである。
黒木と真理が再会の感慨に浸る間もなく、生存者の全員が階段を駆け上がる。
それを追いかけるように黒い水が押し寄せてくる。
三階ナースステーションに辿り着いたところでラハールは唐突に退き始め、ようやく皆が一息つく。
午前7時5分、財務大臣が記者会見を行う。
円安・株安についてのあからさまな無策を述べたため、深夜既に1ドル300円を超えていた円価値はさらに下落する。
しかしこれは「神の手作戦」の布石であった。
同時刻、東進する灰雲は岐阜県に達する。
開かれている国際空港は那覇空港のみであった。
灰雲に覆われていない北陸や東北、北海道上空では国籍不明機の領空侵犯が頻発する。
しかし戦闘機のエンジンが吸い込む火山灰の溶融と固結により、いくつかの戦闘機は勝手に墜落した。
午前7時45分、ラハールが再度日南はまゆう病院を襲う。
三階で休んでいた生存者総勢28人は全員屋上に脱出する。
水位は三階の天井より少し下で止まり、退いていく。
午前7時55分、菅原首相は経済界の重鎮達と会談し、「経済ラハール」ー為替操作による資金調達ーを成し遂げるための「神の手作戦」を説明し、協力を求める。
午前8時3分、雨が止み始める。
雨に洗われて空中の火山灰が減り、少し空が明るくなっている。
しばらく圏外となっていた岩切の衛星電話が電波を受信した。
黒木は静間に電話し、救助を要請する。
午前8時39分、輸送艦の救難ヘリが病院屋上に到着し、黒木ほか生存者全員を輸送艦に運ぶ。
午前9時17分、菅原首相の命令により、黒木、岩切、真理の3人が輸送艦から東京の危機管理センターに艦載ヘリで護送される。
午前10時、政府による不充分な円の買い支えが行われ、市場の失望感から円はさらに暴落する。
また北米始め世界の火山研究機関に向けて詳細なデータを送り続ける。
いずれも「神の手作戦」により計画された行動であった。
午前10時8分、気象庁で地震判定会が開催され、24時間以内に東海、東南海地震発生の確率が高いとの判定が下される。
午前10時30分、菅原首相が会見を開き、さらに円の信用不安を惹き起こす。
午後0時27分、富士山測候所で地下浅部からの火山性地震を観測する。
午後2時、再び首相会見を開き、「神の手作戦」の最後の一手を実行する。
市場では円がじりじりと値を戻し、逆に北半球の農業国通貨は急速に値を下げ始める。
また高騰していた穀物先物価格と石油価格も急速に下落し始める。
秋の収穫を終えたばかりの南半球の農業国通貨は記録的な値上がりを示す。
混乱した世界経済は夜には落ち着きを取り戻す。
「神の手作戦」は成功に終わったのである。
6月20日午前5時39分、東海地震が発生する。次いで東南海地震、富士山噴火も後に続く。

## 登場人物
黒木伸夫
本作品の主人公。日向大学工学部助教授。
「宮崎を造った火山の話」を地元紙に連載し、加久藤火山の存在や火山噴火の恐ろしさを県民に広めた。火山オタクで防災工学の講義はいつも火山の話になる。その話芸には、学生達のファンも多い。国家プロジェクト"K作戦"の一員（コードネームは「クロマツ」）としての活動を真理や岩切に話せずに苦悩する。彼自身の予測よりも早い加久藤火山復活のその場に岩切と共に立会い、決死の脱出を試みる。
黒木真理
伸夫の妻。大阪出身の麻酔科医。
女子大生時代の観光旅行中にフィールドワーク中の伸夫に出会い、結婚した。伸夫の話芸の一番のファンでもある。噴火当時、日南はまゆう病院に勤務中だった。
岩切年昭
宮崎日報の記者。伸夫の日向大学での後輩。
「宮崎を造った火山の話」の担当をしていた。黒木伸夫と共に加久藤火山の破局噴火からの脱出行を行ったことにより、"K作戦"に関わっていく。
菅原和則
内閣総理大臣。
物語の半年前、彼の率いる日本共和党が総選挙で勝利し、総理大臣に就任した。"K作戦"内部では、クロマツこと黒木伸夫の発想に早くから注目しており、「ミツバチ」のコードネームで黒木に幾度もメールを送り相談していた。
豊島一平
菅原内閣の財務大臣。
桜田賢二
菅原内閣の防衛庁長官。
松苗義博
東帝大学霧島火山研究所所長。
出澤明
東帝大学地球物理学教室主任教授。
衣笠光真
火山噴火予知連合会会長。
吉川泰輔
火山噴火予知連合会副会長。
田丸
鹿児島県知事。保守派で、日本共和党の首相が指示した避難方法をとらず、県庁職員全員と共に県庁舎最上階の展望ルームに避難したが火砕流の直撃を受ける。
蜷川
日本経済団体連合会（経団連）会長。
加久藤火山の破局噴火に伴い日本が陥る経済苦境に対し、菅原総理が提唱する世界経済を全て巻き込む「経済ラハール」=「神の手作戦」に全面協力する。
利根山
有名企業グループ会長。
天童
有名企業グループ会長。
財界きっての保守派であり、日本共和党の首相である菅原を当初あからさまに嫌悪していたが、最終的にはよき理解者となり「神の手作戦」に全面協力する。
潮田千舟
海上自衛隊おおすみ型輸送艦「しもきた」艦長。
本作品におけるおおすみ型輸送艦はエンジン吸気口・換気装置に火山灰を想定した大型の防塵フィルター装置が施され、火山災害地への派遣を想定した仕様に改造されており、UH-60Jに吸気濾過装置を装備して改造されたFH-60と呼ばれる特殊改造ヘリを4機搭載している。
田中義成
海上自衛隊はるしお型潜水艦「はやしお」艦長。
なお本作品における海上自衛隊の潜水艦は燃料電池駆動方式が採用され、大幅な改良が施されている。
静間惣一郎
国土交通省の役人。黒木伸夫に言わせれば、俳優でないのが不思議なほどのハンサムである。
国家プロジェクト"K作戦"に伸夫を参加させた責任者。加久藤火山の破局噴火が現実となったことで、事実上の首相補佐官となる。なお、"K作戦"のモットーには"SECOND BEST, TOMORROW"（今できることをやれ！）という語が掲げられている。
定岡
静岡県知事。噴火発生後約20時間後に出された東海地震警報を聞き、『ヨハネの黙示録』の一場面が海溝型巨大地震と津波の描写かと考える。
トーマス・K・ハミルトン
アメリカ合衆国大統領。
ジャック・ホーキンス
アメリカ海軍中将。ニミッツ級原子力空母「ニミッツ」に座乗している。
ロバート・L・ウェーバー
アメリカ海軍ロサンゼルス級原子力潜水艦「ヒューストン」艦長。
海上自衛隊潜水艦「もちしお」に協力し、火山災害に紛れた中国海軍の漢型原子力潜水艦の領海侵犯に対処する。
ラリー・スコット
アメリカ海軍ワスプ級強襲揚陸艦「エセックス」艦長。
プロテスタントであり『ヨハネの黙示録』を暗記しているが、その記述は火山災害の描写ではなかったかとの会話をホーキンス提督と交わす。
サム・ヒューバーマン
北米火山協会会長。
火山研究者として日本の"K作戦"の防災情報と実際の被害に驚嘆し、加久藤火山噴火がもたらす北半球への気候への重大な影響「火山の冬」を大統領に警告する。

## 書誌情報
- 単行本 講談社（2002年9月発行）ISBN 978-4-06-211366-3
- 新書版 講談社ノベルス（2007年10月発行）ISBN 978-4-06-182561-1
- 文庫版 講談社文庫（2008年11月発行）ISBN 978-4-06-276195-6